# Camunda
Camunda ist eine in Java geschriebene freie Prozessorchestrierungsplattform, die zur Steuerung komplexer Geschäftsprozesse in Unternehmen eingesetzt wird. In der Fachpresse wird die Software als Business Process Automation Tool, Digital Process Automation Software oder als Business Orchestration and Automation Technology (BOAT) gemäß der Klassifizierung von Gartner bezeichnet und stellt damit eine Weiterentwicklung des klassischen Workflow Management Systems dar. Camunda konzentriert sich auf die Automatisierung von End-to-End-Geschäftsprozessen.
Der Firmenname ist ein Kofferwort aus „capere“ (lat.: verstehen) und „munda“ (lat.: sauber). Er soll laut Firmenangaben den Anspruch ausdrücken, über ein gutes Verständnis die Welt zu einem besseren Ort machen zu wollen.

## Funktionen
Die Software bietet eine dem Business Process Model and Notation (BPMN) Standard entsprechende Workflow Engine und eine dem Decision Model and Notation (DMN) Standard entsprechende Decision-Engine. Sie wird als architektonische Komponente eingesetzt, die sich über eine REST-API in dezentrale Systeme integrieren lässt. Externe Endpunkte können über APIs in Prozesse integriert werden. Dies geschieht über Connectors, die auf dem Camunda Marketplace erstellt und geteilt werden können, um verschiedene Geschäftssysteme zu integrieren.
Camunda ist eine Prozessorchestrierungsplattform, die zur Steuerung komplexer Geschäftsprozesse in Unternehmen eingesetzt wird. In der Fachpresse wird die Software als Business Process Automation Tool oder Digital Process Automation Software bezeichnet und stellt damit eine Weiterentwicklung des klassischen Workflow Management Systems dar. Der Fokus von Camunda liegt auf der Automatisierung von End-to-End Geschäftsprozessen. Camunda stellt Werkzeuge zur Verfügung, um Prozess- und Entscheidungsmodelle zu erstellen, diese Modelle auszuführen und den Anwendern die Bearbeitung der ihnen zugewiesenen Prozessaufgaben zu ermöglichen.

## Entwickler
Camunda wird von der in Berlin ansässigen Camunda Services GmbH entwickelt.
Das Unternehmen wurde im Jahr 2008 von Jakob Freund und Bernd Rücker als Beratungsunternehmen für Business Process Management (BPM) gegründet. In den folgenden Jahren baute Camunda einen Beratungskundenstamm von mehr als 600 Kunden auf.
Camunda wurde in den Jahren 2017 und 2018 in die Deloitte Technology Fast 500 EMEA und in den Jahren 2019, 2020, 2021 und 2022 in die Technology Fast 50 Germany von Deloitte aufgenommen.
Prozessorchestrierung ist das Hauptthema der alle zwei Jahre stattfindenden CamundaCon. Auch andere Konferenzen wie die JAX und W-JAX sowie die Devoxx widmen sich regelmäßig diesem Thema.

## Geschichte
Camunda 7 ist ein ursprünglich kommerzielles Workflow-Management-System, das auf Activiti, einem freien Workflow-Management-System, basiert. Neben Alfresco war Camunda einer der größten Mitentwickler von Activiti.
Am 18. März 2013 wurde die Weiterentwicklung von Camunda BPM von der Entwicklung von Activiti abgespalten.
Im Dezember 2018 erhielt Camunda eine Serie-A-Finanzierung in Höhe von 25 Millionen Euro von Highland Europe.
Im März 2021 sammelte Camunda 82 Millionen Euro in einer Serie-B-Finanzierungsrunde ein, die von Insight Partners zusammen mit den Serie-A-Investoren Highland Europe geleitet wurde.
Im April 2022 wurde Camunda Platform 8 (ursprünglich "Camunda Cloud") veröffentlicht, in welches die cloud-native Workflow- und Entscheidungs-Engine Zeebe integriert war.
Im Mai 2024 begann Camunda mit der Integration generativer KI-Funktionen in seine Plattform als Teil der neuen Funktionssuite namens Camunda Copilot. Dazu gehören Vorschläge zur Modellierung von Prozessen sowie ein Formulargenerator, der auf menschlichen Prompts basierend Formulare erstellt. Zudem werden Connectors zur Integration von KI-Endpunkten (z. B. OpenAI, Azure OpenAI, Hugging Face) in Prozessen mitgeliefert.
Seit Oktober 2024 hat Camunda unter einer einheitlichen Lizenz für alle Komponenten der Distribution veröffentlicht, einschließlich Zeebe, Operate, Tasklist, Optimize und Identity. Diese Lizenz erlaubt die freie Nutzung für Entwicklungs- und Testzwecke, erfordert aber eine Produktionslizenz für den Einsatz in der Produktion. Darüber hinaus ermöglicht die neue Lizenz den kostenlosen Zugriff auf den Web Modeler für bis zu fünf Benutzer. Im Oktober 2024 wurden eine SAP-Integration sowie die Integration von Fähigkeiten zur Automatisierung von Aufgaben angekündigt, darunter Robotic Process Automation (RPA) und Intelligente Dokumentenverarbeitung (IDP).
Camunda wurde in den Jahren 2023 und 2024 in die Liste der "Top 100 next unicorns" von Viva Technology aufgenommen.
Im Jahr 2024 hat Camunda einen Umsatz von über 100 Millionen Euro erzielt.

## Merkmale

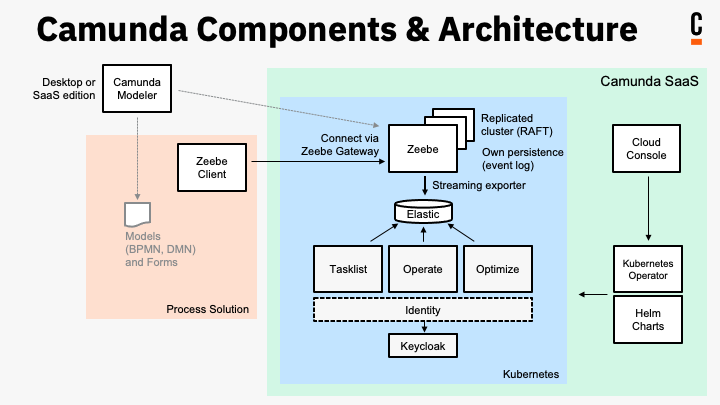
Camunda Komponenten und Architekturübersicht

Camunda besteht aus einer Reihe von Komponenten und Anwendungen, die zusammen verwendet werden, um Geschäftsprozesse zu orchestrieren und auszuführen.
Mit der Desktop-Anwendung Camunda Modeler und dem Web-Modeler können Entwickler BPMN-Prozessdiagramme und DMN Entscheidungstabellen erstellen und bearbeiten.
Externe Systeme können über Connectors, vorgefertigte und anpassbare Pakete bestehend aus BPMN-Elementen und API-Templates, in Prozesse integriert werden. Mit dem Release von Camunda 8.3 wurde Camunda Marketplace hinzugefügt. Dieser ermöglicht es Anwendern, zusätzliche Connectors für verschiedene Geschäftssysteme zu teilen und herunterzuladen.
Die erstellten Dateien werden in den Camunda Engines bereitgestellt, die einen BPMN-Parser verwenden, um BPMN 2.0 XML-Dateien und DMN XML-Dateien in Java-Objekte zu transformieren und BPMN 2.0 Konstrukte mit einer Reihe von BPMN Behavior-Implementierungen zu implementieren.
Typische Anwendungsfälle für Camunda sind die Orchestrierung von Microservices und das Management menschlicher Aufgaben.
Die Camunda DMN Decision Engine führt geschäftsbezogene Entscheidungstabellen aus. Sie ist in die Workflow Engine vorintegriert, kann aber auch als eigenständige Anwendung über REST oder innerhalb von Java-Anwendungen genutzt werden.
Camundas zusätzliche Web-Applikationen bieten die folgenden Werkzeuge für Fachanwender und Entwickler:
- Modeler ist ein kollaboratives Modellierungswerkzeug, das es mehreren Benutzern ermöglicht, BPMN-Prozessdiagramme und DMN-Entscheidungstabellen zu erstellen und zu bearbeiten.
- Console ermöglicht die Verwaltung von Camunda-Webanwendungen oder REST-API-Benutzern die über LDAP auch eine Benutzerverwaltung integrieren kann.
- Operate ist ein Werkzeug für technische Prozessabläufe, das Benutzern ermöglicht, Entscheidungen und Arbeitsabläufe in der Produktion zu überwachen, technische Probleme zu analysieren und zu lösen.
- Tasklist ermöglicht Endanwendern die Arbeit an zugewiesenen Aufgaben und bietet Transparenz, wenn die Camunda Workflow Engine für die Verwaltung menschlicher Aufgaben verwendet wird.
- Optimize ist ein Analyse- und Reporting-Tool zur Identifizierung von Engpässen und Fehlern in Workflow-Prozessen.

## Architektur
Camunda 7 ist ein schlankes, Java-basiertes Framework, das als eigenständiger Prozess-Engine-Server verwendet oder in benutzerdefinierte Java-Anwendungen eingebettet werden kann. Es bietet Nicht-Java-Entwicklern eine REST-API und dedizierte Client-Bibliotheken zur Erstellung von Anwendungen, die eine Verbindung zu einer Remote-Workflow-Engine herstellen. Mit dem Open-Source-Fork CIB seven wird CIB langfristig Betrieb, Support, Updates sowie Weiterentwicklung der Camunda 7 Community Edition erhalten.
Camunda 8 ist eine Cloud-native Lösung, die auf der Zeebe Orchestrierungs- und Entscheidungs-Engine basiert, die parallel zu Camunda 7 entwickelt und unterstützt wird. Zeebe nutzt eine Ereignisgesteuerte Architektur (Event Stream Processing (ESP)), um eine hochleistungsfähige Prozessautomatisierung zu ermöglichen. Entwickler können mit Zeebe über Clients interagieren, die in Java, Go und verschiedenen anderen Programmiersprachen geschrieben sind. Camunda 8 bietet außerdem umfangreiche REST-APIs für alle Teile der Plattform.

## Kunden
Camunda wird u. a. in folgenden Unternehmen eingesetzt: Deutsche Telekom, Goldman Sachs, ING, Vodafone, Lufthansa Technik, Zalando, Universal Music sowie NASA, General Logistics Systems und der Commerzbank.